# Fries-Rahner-Plan
Als Fries-Rahner-Plan wird ein Entwurf von Heinrich Fries und Karl Rahner bezeichnet, der aus katholischer Perspektive die Möglichkeit einer Vereinigung der evangelischen Kirchen mit der römisch-katholischen Kirche als Teilkirchen einer künftigen einen Kirche erkundete. Er wurde im Lutherjubiläumsjahr 1983 in Buchform unter dem Titel: Einigung der Kirchen – reale Möglichkeit vorgelegt.
Innovativ war das dynamische Verständnis von Ökumene, gut zu erkennen an These 7: die nichtkatholischen Kirchen wachsen in die Sukzession hinein.

## Inhalt
Die Autoren formulierten acht Thesen:
1. Alle Teilkirchen erkennen Grundtexte des christlichen Glaubens an: die Bibel, das Apostolische Glaubensbekenntnis, das Bekenntnis von Nizäa-Konstantinopel;
2. In keiner Teilkirche wird ein Glaubenssatz explizit verworfen, der in einer anderen Teilkirche ein verpflichtendes Dogma ist (aber es ist keine positive Haltung zu diesem Dogma der anderen Teilkirche erforderlich, geschweige dessen Übernahme);
3. Die Teilkirchen bestehen auf ihrem bisherigen Territorium und weitgehend in ihrer bisherigen Struktur nebeneinander weiter (die römisch-katholische Seite verzichtet auf eine Rückkehr-Ökumene);
4. Alle Teilkirche erkennen den Petrusdienst an, weil er die Einheit der Kirche garantiert; der Papst verpflichtet sich, von seiner Lehrautorität (ex cathedra) nicht außerhalb eines Konzils der gesamten (künftigen einen) Kirche Gebrauch zu machen;
5. Alle Teilkirchen werden von Bischöfen geleitet, die aber nicht nach römisch-katholischem Recht gewählt sein müssen;
6. Die Teilkirchen praktizieren auf verschiedenen Feldern lebendige Ökumene;
7. Künftige Ordinationen geschehen in allen Teilkirchen in einer für die römisch-katholische Kirche akzeptablen Form, über bestehende Ämter in den nichtkatholischen Kirchen wird keine Aussage getroffen;
8. Die Teilkirchen praktizieren Kanzel- und Abendmahlsgemeinschaft.

## Rezeption
„Trotz wohldurchdachter Zustimmung von Seiten prominenter evangelischer Theologen, wie etwa Eberhard Jüngel, stieß das Buch ... [besonders] bei evangelischen Theologen auf heftigen Einspruch, gipfelnd in der Gegenthese von Eilert Herms, zwischen katholischem und evangelischem Verständnis des Heilshandelns Gottes bestehe ein kontradiktorischer Widerspruch.“
Joseph Ratzinger, seit 1982 Präfekt der Glaubenskongregation, äußerte sich in einem Interview abwertend über den Fries-Rahner-Plan, den er als „Parforceritt zur Einheit“ und einen „Kunstgriff theologischer Akrobatik“ bezeichnete. Man könne die Konfessionen nicht „wie auf einem Kasernenhof zueinander dirigieren.“
Herms und Ratzinger übten damit Kritik an These 2, die sie dahin interpretierten, dass die Wahrheitsfrage aus taktischen Gründen suspendiert werde. Hinter dieser These stand die Überzeugung Karl Rahners, dass die Gegenwart, anders als die Reformationszeit, durch einen Pluralismus des Denkens gekennzeichnet sei. Im 16. Jahrhundert habe Position gegen Position gestanden, Bekenntnis hie gegen Anathema dort. Heute könne man einen Glaubenssatz des Gesprächspartners respektvoll gelten lassen, auch wenn man ihn selbst nicht teile. Rahner nannte dies eine „existentiell erkenntnistheoretische Toleranz.“ Er zog damit die Konsequenz aus dem, was die Würzburger Synode der Deutschen Bischofskonferenz 1975 formuliert hatte: Ein Katholik sei nicht gehalten, sich alle „Ausprägungen und Ableitungen in der Geschichte des gelehrten und gelebten Glaubens“ persönlich anzueignen, und er müsse das erst recht nicht von Christen einer anderen Konfession erwarten.